# Pisorno

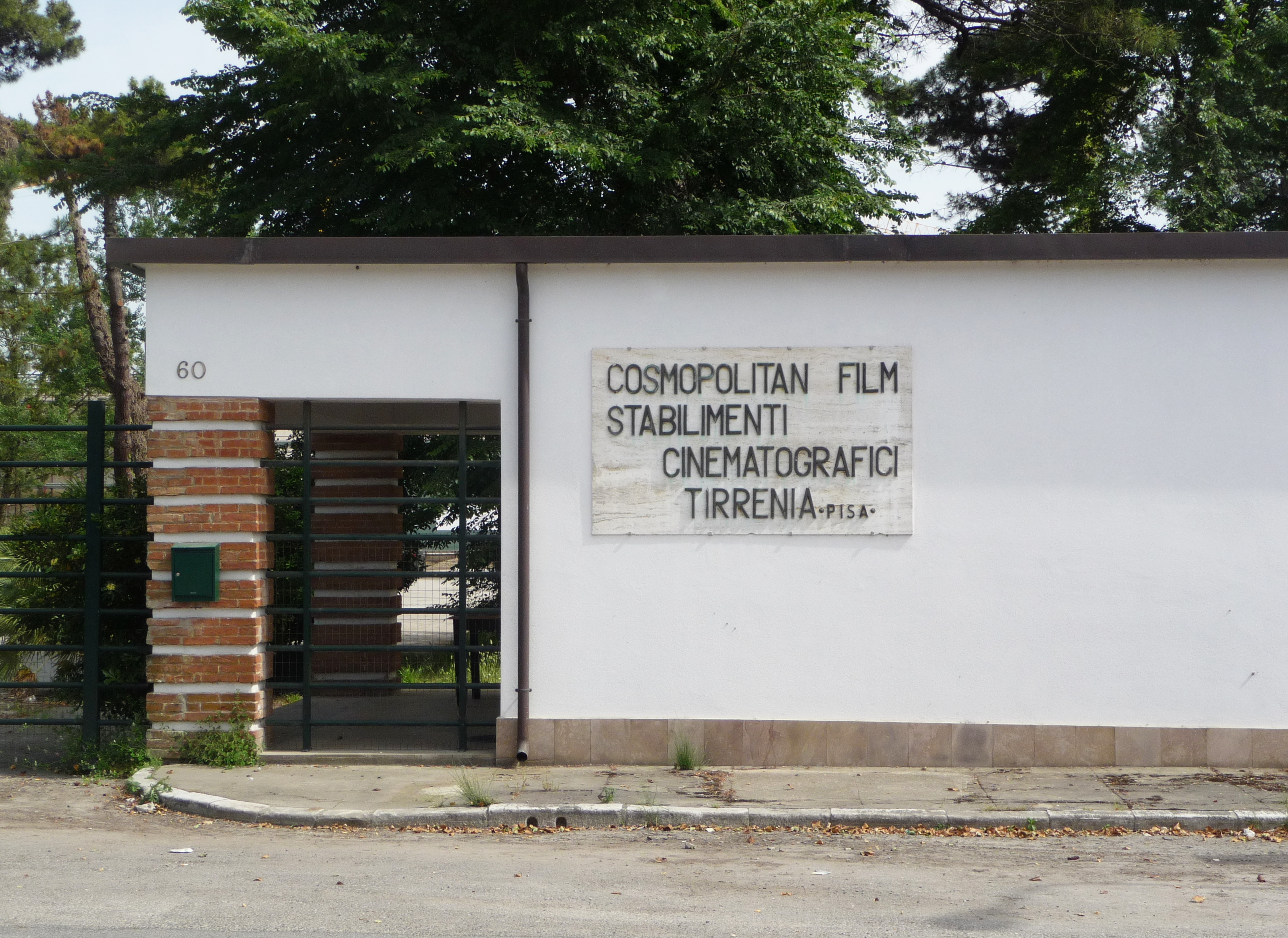
L'entrata (2009)

Pisorno era il nome degli stabilimenti cinematografici di Tirrenia, frazione di Pisa.

## Storia
Nel 1933, l'Ente autonomo Tirrenia costruì, su progetto dell'architetto Antonio Valente, un complesso di stabilimenti cinematografici che venne chiamato Tirrenia Film. L'anno seguente, Giovacchino Forzano rilevò la struttura e la rinominò Pisorno, nome originato dalla fusione di Pisa e Livorno, essendo lo stabilimento equidistante dalle due città. Giovacchino Forzano era amico e collaboratore fidato di Benito Mussolini e gli stabilimenti dovevano servire a produrre film di propaganda. Pisorno è stata la prima città del cinema d'Italia prima che fosse creata Cinecittà nel 1937.
Durante la seconda guerra mondiale gli studi furono requisiti dalle truppe americane, che ne fecero il più grande deposito del Mediterraneo fino al 1948. Nel 1961 furono acquistati dalla Cosmopolitan Film di Carlo Ponti e ne presero il nome. L'attività degli studi Cosmopolitan si interruppe definitivamente nel 1969.

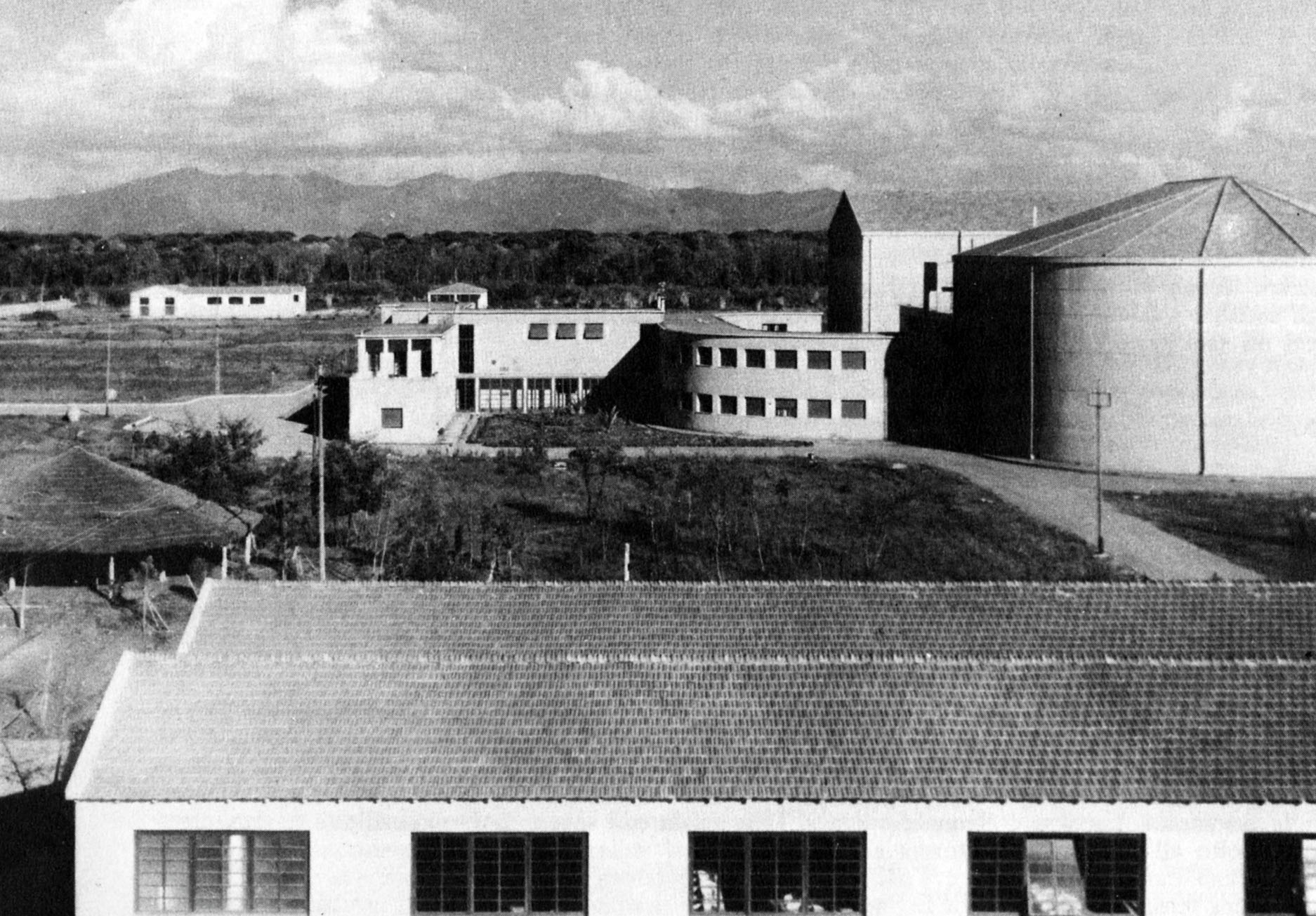
Stabilimenti Pisorno nel 1938

Recitarono negli stabilimenti della Pisorno, tra gli altri: Sophia Loren, Marcello Mastroianni, Claudia Cardinale, Domenico Modugno, Vittorio Gassman, Klaus Kinski, Philippe Noiret, Eduardo, Peppino, Titina De Filippo, Alida Valli, Amedeo Nazzari, Ugo Tognazzi, Fred Astaire, Macario, Edwige Fenech. Tra i registi, vi lavorarono: Mario Monicelli, Joseph Losey, Mauro Bolognini, Vittorio De Sica, Sergio Corbucci, Marco Ferreri, Elio Petri, Roberto Faenza, Luigi Zampa.
Un aspetto rilevante della Pisorno fu la formazione di nuove professionalità, fino ad allora scarsamente rappresentate in Italia: tecnici del suono e fonici, direttori e ispettori di produzione, molti dei quali, come la "dinastia dei truccatori Mecacci", si trasferirono successivamente negli stabilimenti di Cinecittà.
Negli anni ottanta il nome Pisorno fu proposto per la creazione di una squadra di calcio, rappresentativa delle città di Pisa e Livorno insieme (storicamente nemiche dal punto di vista sportivo) dal presidente del Pisa Sporting Club Romeo Anconetani: la squadra avrebbe dovuto vestire un'uniforme con i colori di entrambe le squadre (amaranto per il Livorno, nerazzurro per il Pisa) e avrebbe dovuto giocare in un nuovo stadio, da costruire ex novo al confine delle due province, nei pressi di Coltano.
Nel 1987 i fratelli Paolo e Vittorio Taviani fecero riaprire gli studi per girarvi Good Morning Babilonia, che narra la storia di due artigiani toscani che partono per cercare fortuna nel cinema americano. Nei teatri di posa della Pisorno venne ricostruita la Hollywood pionieristica di David Wark Griffith. 
Dopo decenni di abbandono, nel ventunesimo secolo le strutture della Pisorno sono in fase di ristrutturazione, soprattutto per la realizzazione di residenze alberghiere.
Nel romanzo inglese Cooking with Fernet Branca, di James Hamilton-Paterson, a un certo punto l'azione si svolge nei vecchi studi di Pisorno, che vengono restaurati per girare un film ambientato negli anni Trenta.

## Film girati negli studi Pisorno
- L'uomo che sorride, regia di Mario Mattoli (1936)
- I due sergenti, regia di Enrico Guazzoni (1936)
- I fratelli Castiglioni, regia di Corrado D'Errico (1937)
- Sei bambine e il Perseo, regia di Giovacchino Forzano (1939)
- Cose dell'altro mondo, regia di Nunzio Malasomma (1939)
- La figlia del Corsaro Verde di Enrico Guazzoni (1940)
- Mare di Mario Baffico (1940)
- Il pirata sono io!, regia di Mario Mattoli (1940)
- Il re d'Inghilterra non paga, regia di Giovacchino Forzano (1941)
- Cenerentola e il signor Bonaventura, soggetto e regia di Sergio Tofano (1941)
- Piazza San Sepolcro, regia di Giovacchino Forzano (1942)
- La casa senza tempo, regia di Andrea Della Sabbia (1943)
- Cortocircuito, regia di Giacomo Gentilomo (1943)
- Imbarco a mezzanotte, regia di Andrea Forzano (1951)
- Madame Sans-Gêne, regia di Christian-Jaque (1961)
- La donna scimmia, regia di Marco Ferreri (1964)
- L'assoluto naturale, regia di Mauro Bolognini (1969)
- Testa o croce,  regia di Piero Pierotti (1969)
- I cannoni tuonano ancora, regia di Sergio Colasanti e Joseph Lerner (1969) - distribuito nel 1975